# La Chapelle-Souëf
La Chapelle-Souëf è un comune francese di 307 abitanti situato nel dipartimento dell'Orne nella regione della Normandia.

## Società

### Evoluzione demografica
Abitanti censiti